# Scomberomorus concolor
Espèce
Synonymes
- Chriomitra concolor Lockington, 1879[2] [3] [4]

Statut de conservation UICN

 VU A4cd : Vulnérable
Scomberomorus concolor, communément appelé Thazard de Monterey, est un poisson marin de la famille des Scombridae. 

## Répartition
Scomberomorus concolor est endémique du nord du Golfe de Californie. Cette espèce migratrice vit à une profondeur maximale de 15 m.

## Description
La taille maximale connue pour Scomberomorus concolor est de 77 cm et un poids maximal de 3,6 kg.

## Publication originale
- (en) Lockington, 1879 : On a new genus and species of Scombridae. Proceedings of the Academy of Natural Sciences of Philadelphia, vol. 31, p. 133-136[6] (texte intégral).